# Hosszúfarkú selymesmadár
A hosszúfarkú selymesmadár (Ptilogonys caudatus) a madarak osztályának verébalakúak (Passeriformes) rendjébe tartozó  selymesmadárfélék (Ptilogonatidae) családjába tartozó Ptilogonys nem egyik faja.

## Elterjedése
Elterjedési területe Costa Rica és Panama nyugati felének hegyvidéki erdeire korlátozódik.

## Megjelenése
A hím testhossza 24 centiméter, színezete fakó szürke. Feje, nyaka, torka és melle sárgás árnyalatú. Szárnyevezőtollai és farak fekete.
A tojó testhossza 21 centiméter és sötétebb színű, mint a hím. Testének első fele sötétszürke, hasa olajzöld, farka rövidebb, mint a hímé.

## Életmódja
Kisebb csoportokba él. Elsősorban a fagyöngy nemzetségbe tartozó félélősködő növények bogyóit fogyasztja, de emellett egyéb kisebb bogyókat is keres és röptében rovarokat is fog.

## Szaporodása
A párok fészküket az erdők magas fáira építik. Olykor laza kolóniában is költhet. A tojó kettő barna és lila pettyes zöld tojást rak, melyeket a hímmel közösen költenek ki. A fiókák 18-25 nappal kikelésük után lesznek röpképesek.